# Caldencyrtus mitchelli
Caldencyrtus mitchelli är en stekelart som beskrevs av John S. Noyes och Paul E. Hanson 1996. Caldencyrtus mitchelli ingår i släktet Caldencyrtus och familjen sköldlussteklar.
Artens utbredningsområde är Costa Rica. Inga underarter finns listade.